# نرشخی

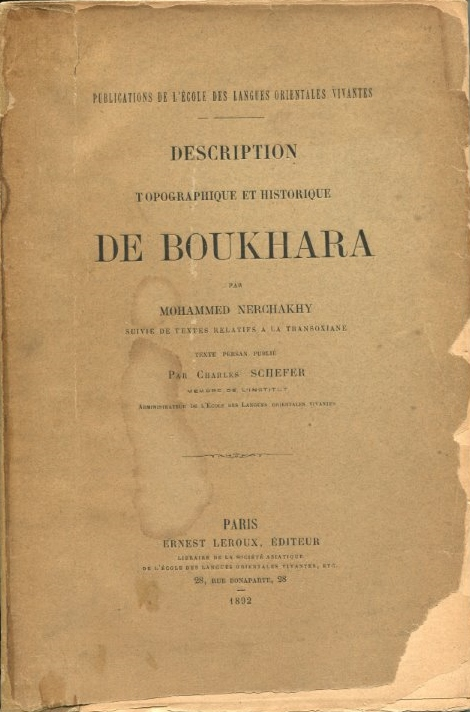
تصویر جلد کتاب تاریخ بخارا چاپ شده در پاریس در سال ۱۸۹۲

ابوبکر محمد بن جعفر نَرشَخی مشهور به نرشخی (۲۸۶–۳۴۷ هجری قمری/۸۹۹–۹۵۹ میلادی)، تاریخ‌نگار ایرانی سغدی‌تبار و نخستین مورخ شناخته شده در آسیای میانه است. او تاریخ منحصر به فردش به نام تاریخ بخارا را به زبان عربی نوشت و در سال ۳۳۲ ه‍.ق به نوح یکم سامانی تقدیم کرد. این کتاب اطلاعات مهمی در مورد سرزمین بخارا ارائه می‌دهد که در سایر منابع هم عصر یافت نمی‌شوند. از نرشخی جز این کتاب اثر دیگری در دست نمانده است.
نرشخی در حدود سال ۲۸۶ ه‍.ق در نرشخ از توابع بخارا به دنیا آمد. او سغدی‌تبار بود. اگرچه در زمان او زبان فارسی جای زبان سغدی را در مکان‌های پرجمعیت سغدی گرفته بود، به احتمال زیاد نرشخی هنوز به خوبی می‌توانست سغدی صحبت کند. او در زمان نوح بن نصر سامانی (۳۴۳–۳۳۱ ه‍.ق) می‌زیست.
او اثرش تاریخ بخارا یا مزارات بخارا را همچنین برای حمایت از اسلام سنی در برابر اسماعیلیه نوشت و آن را در سال ۳۳۲ ه‍.ق به نوح بن نصر تقدیم کرد. از طریق مبلغان داعی که به دعوت مشغول بودند، فرقه شیعه اسماعیلیه گسترش یافته بود و سنی‌ها آن را یک تهدید تلقی می‌کردند. این کتاب در زمان آشوب دولت سامانیان نوشته شده است. نصر دوم سامانی به تشیع اسماعیلی گرویده بود و پسرش نوح بن نصر با یک آشفتگی سیاسی مواجه شد که منجر به کشته شدن وزیر و سایر اعضای دربارش شد. نوح داعیان را پاکسازی کرد و نوکیشان اسماعیلی را در تلاش برای خنثی‌کردن نفوذ متجاوزانه‌شان کشت؛ اما اوضاع در دربار همچنان متشنج بود. سامانیان که ریشه‌ای سغدی داشتند، در مخالفت با صفاریان سیستان نقش حافظان قوانین اهل سنت را بر عهده گرفته بودند. آنان ترجمه آثار عربی مانند تاریخ انبیا و پادشاهان را به فارسی سفارش دادند. این متون در ترجمه تغییر یافتند.
تاریخ بخارا در ۵۲۲ ه‍.ق توسط ابونصر احمد قباوی به فارسی ترجمه و مطالب بیشتری نیز بر آن افزوده شد؛ اما این ترجمه فارسی بعدها توسط محمد بن زفر بن عمر در ۵۷۴ ه‍.ق خلاصه شد. گویا بعد از این تاریخ نیز دیگران در این کتاب دست بردند و بعضی حوادث را تا دوره مغول بر آن افزوده‌اند.